# Calilena saylori
Calilena saylori is een spinnensoort in de taxonomische indeling van de trechterspinnen (Agelenidae).
Het dier behoort tot het geslacht Calilena. De wetenschappelijke naam van de soort werd voor het eerst geldig gepubliceerd in 1941 door Ralph Vary Chamberlin  & Wilton Ivie.